# 万圣书园
万圣书园是位于北京市海淀区的一家私营书店，主要经营人文社科类图书，是北京的文化地标之一
。

## 历史
1993年，毕业于北京大学的刘苏里和甘琦开办了北京第一家专营人文学术图书的私营书店“万圣书园”。万圣书园于1993年10月31日开业，第一个店址位于西北三环中国人民大学附近。
1994年，北京三环路进行改造，万圣书园第1次迁址，迁到北京大学东门外的成府路巷内。
2000年，成府路改造，万圣书园第2次迁址，迁至北京大学西门。2002年，万圣书园第3次迁址，迁至成府路123号，同时开业的还有万圣醒客咖啡店。在此址万圣经营十年，十年中醒客咖啡里举办了许多值得记录的人文活动，中外许多知识人都曾在那里发布新书、为读者签名、举办演讲和文学朗诵会。几只著名的万圣猫在店内自由自在的生活，在万圣书架上睡觉，在醒客咖啡店随意选座玩耍。租房合同到期后，新东方培训学校租用万圣旧址，在万圣未找到搬迁地址前，俞敏洪还私人资助了部分资金以帮助万圣。
2012年，万圣书园第4次迁址，向东迁移两百多米，经一个月的搬迁整理后，万圣书园和醒客咖啡于2012年12月9日重新开业。

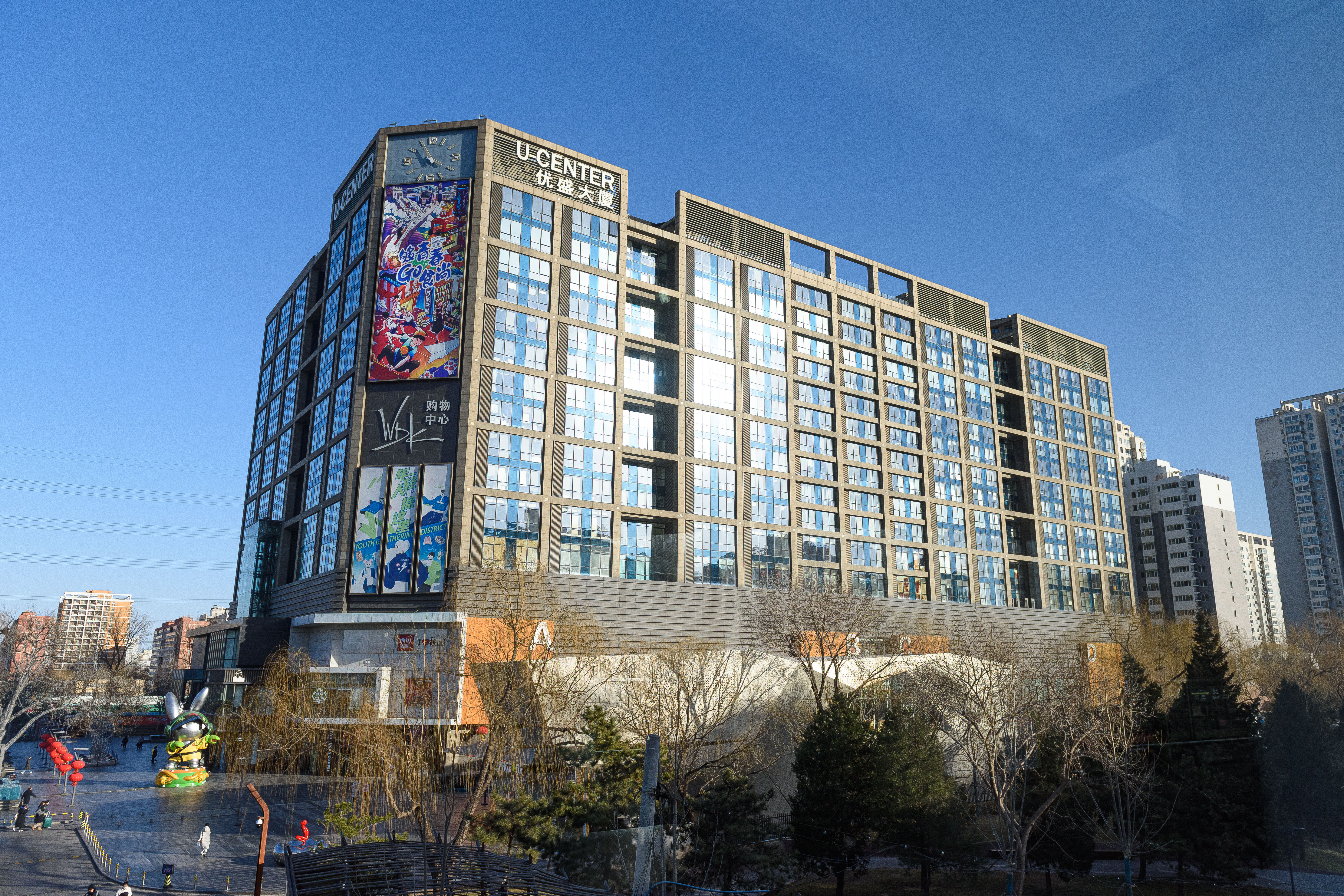
万圣书园现址所在的优盛大厦

2023年10月31日，位於成府路59号万圣书园闭店。
12月31日，万圣书园于北京五道口优盛大厦（俗称“宇宙中心”）3层及4层重新开业（但出入口仅设于3层），这是万圣书园第五次迁址。
新店营业面积较成府路59号店增加150㎡，图书品种达到8.4万种，醒客咖啡尚在进行选址。